# Lonicera macranthoides
Lonicera macranthoides är en kaprifolväxtart som beskrevs av Hand.-mazz. Lonicera macranthoides ingår i släktet tryar, och familjen kaprifolväxter. Inga underarter finns listade i Catalogue of Life.